# Peter Wessel Zapffe

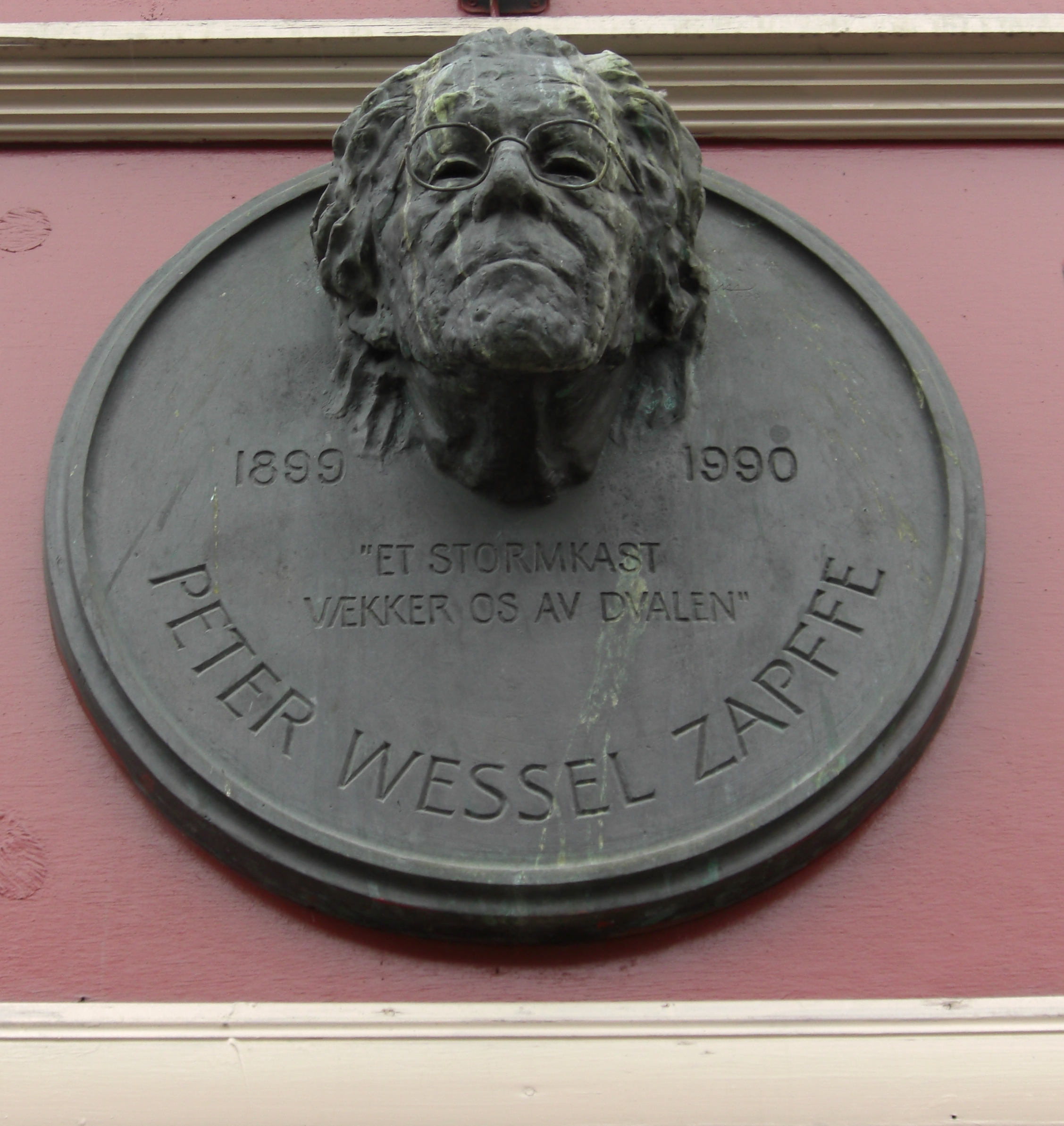
Gedenktafel für Peter Wessel Zapffe in Tromsø, Norwegen

Peter Wessel Zapffe (* 18. Dezember 1899 in Tromsø; † 12. Oktober 1990 in Asker) war ein norwegischer Schriftsteller, Philosoph und Bergsteiger. Er war ein Anhänger des Antinatalismus und ursprünglich Jurist.

## Leben
Zapffe kam 1899 als Sohn des Apothekers Fritz Gottlieb Zapffe und dessen Frau Gudrun Wessel in Tromsø zur Welt. Dort wuchs er in einem bürgerlichen Umfeld auf. In seiner Familie soll eine harte Disziplin geherrscht haben und er soll in dieser Zeit eine Abneigung gegen jede Art von Autoritäten entwickelt haben. Im Jahr 1918 beendete er seine Schulzeit in Tromsø. Während seiner Zeit am Gymnasium veröffentlichte er Beiträge in Lokalzeitungen und hielt Vorträge. Ein Vortrag über seine Position zum Christentum führte zu einem Skandal und sowohl er als auch der Direktor seines Gymnasiums wurden als blasphemisch bezeichnet.
Im Anschluss an seine Schulzeit begann Zapffe an der heutigen Universität Oslo Rechtswissenschaften zu studieren. Das Studium wurde von seinem Vater für ihn ausgewählt. In Oslo litt Zapffe unter der Einsamkeit in der großen Stadt. Mit weiteren Nordnorwegern gründete er eine Zeitschrift, für die er unter anderem Gedichte schrieb. Während seiner Studienzeit begann er sich zudem dem Bergsteigen zu widmen und lernte den Philosophen Arne Næss kennen. Im Jahr 1924 bestand er im zweiten Versuch das Examen. Im ersten Versuch löste er eine Aufgabe mit einer sich reimenden Antwort. Seine Lösung wurde in der Zeitung Morgenbladet abgedruckt.
Nach seiner Zeit in Oslo kam Zapffe im Jahr 1925 zurück nach Tromsø, wo er bis 1930 als Jurist arbeitete. Dort führte er als Bergsteiger zudem über 20 Erstbesteigungen durch. Anschließend kehrte er nach Oslo zurück, wo er Literaturwissenschaft studieren wollte. Seine als Magisterarbeit gedachte Abhandlung Om det tragiske bildete 1941 seine Dissertation im Fach Philosophie. Die Arbeit erhielt auch außerhalb der akademischen Kreise Aufmerksamkeit. Als Basis seiner Werke diente seine pessimistische Weltsicht.
In den folgenden Jahren veröffentlichte Zapffe auch belletristische Werke. Seine Arbeiten hatten häufiger eine kontroverse Botschaft. In Lyksalig Pinsefest deutete er den Brand der Kirche von Grue im Hinblick auf die Rechtfertigungslehre. Er unterrichtete eine Zeit lang Logik an der Universität Oslo. Im Jahr 1966 veröffentlichte er das Lehrbuch Den logiske sandkasse. Sein letztes Buch veröffentlichte er im Alter von 87 Jahren. Peter Wessel Zapffe starb im Alter von 90 Jahren in Asker.

## Werke
- Den sidste Messias. Essay. 1933
  - Englische Übersetzung: The Last Messiah. Aus dem Norwegischen übersetzt von Gisle R. Tangenes.[4]
- Om det tragiske. Gyldendal Norsk Forlag, Oslo 1941, OCLC 922589007 (Dissertation (Utgitt i samarbeid med Filosofilærernes Forening, avhandlinga for graden dr. ph.) Universität Oslo 1941, 626 Seiten, deutsch: Über das Tragische); Neuauflage: Pax, Oslo 1996, ISBN 82-530-1842-8.[5]
- Vett og uvett. Stubber fra Nordland og Troms. (Trondheim 1942)
- Den fortapte sønn, en dramatisk gjænfortelling. (Oslo 1951)[6]
- Indføring i litterær dramaturgi. (1961)
- Den logiske sandkasse. (Oslo 1965)
- Essays og epistler. (1967)
- Barske Glæder. (1969)
- Lyksalig pinsefest. Roman. (1972)
- Hos doktor Wangel. Schauspiel (1974), unter dem Pseudonym »Ib Henriksen«.[7]
- Spøk og alvor: epistler og leilighetsvers. (1977)
- Rikets hemmelighet. (Oslo 1985)

### Deutsche Ausgaben
- Ausgewählte Texte. Kommentiert von Guttorm Floistad u. Per Fredrik Christiansen. Aus dem Norwegischen übersetzt von Klaus-Dieter Bolz u. Ursula Thomann Heer. Thomann-Bolz, Zürich 1999, ISBN 3-952138-93-2.
- Bei Doktor Wangel. Übersetzt aus dem Norwegischen von Klaus-Dieter Bolz u. a. Thomann-Bolz, Zürich 2001, ISBN 3-9521389-5-9.